# Marc Cluvi Rufus
Marc Cluvi Rufus (llatí: Marcus Cluvius Rufus) va ser un magistrat romà i historiador del segle i dC. Formava part de la família dels Cluvi, que procedien de la Campània.
Va ser nomenat cònsol sufecte l'any 45. Era governador d'Hispània en temps de Galba l'any 69 i, a la mort d'aquest, va jurar fidelitat a Otó, però al cap de poc era partidari de Vitel·li. Hilari, un llibert de Vitel·li, el va acusar de voler encapçalar un govern independent a Hispània, però Cluvi es va poder justificar anant personalment a veure a Vitel·li a la Gàl·lia. Va romandre al costat de l'emperador però va aconseguir conservar el govern de la seva província.
Tàcit, que el fa servir com a font, diu que es distingia per les seves riqueses i la seva eloqüència, i que ningú, en temps de Neró, no l'havia posat en perill. En els Jocs on Neró va fer la seva aparició, Cluvi Rufus va actuar d'herald. Probablement és aquest Cluvi el que trobem mencionat com a autor d'una història sobre els temps de Neró, Galba, Otó i Vitel·li.